# Mingot
Mingot település Franciaországban, Hautes-Pyrénées megyében. Lakosainak száma 98 fő (2022. január 1.). Mingot Rabastens-de-Bigorre, Montégut-Arros, Lacassagne és Sénac községekkel határos.

## Népesség
A település népességének változása:
| Lakosok száma | 92   | 97   | 98   | 99   | 100  | 101  | 99   | 98   | 98   |
|               | 2013 | 2015 | 2016 | 2017 | 2018 | 2019 | 2020 | 2021 | 2022 |